# 謝宗澤
謝宗澤（？—？），字麗卿，号二兑，福建漳州府海澄縣（今属龙海市）人，明朝政治人物。

## 生平
萬曆三十七年（1609年）己酉科福建鄉試第三十一名舉人，萬曆四十四年（1616年）丙辰科三甲四十名進士。兵部觀政，四十六年四月授戶部廣東司主事，天啓元年督理北新关，本年升湖廣司员外郎、郎中，二年出官湖廣長沙府知府，政績卓著。天启六年三月，升為湖廣副使。崇禎元年二月陞江西右參政，給假歸鄉，率子弟讀書，以琴詩自娛。

## 家族
曾祖謝本暖。祖父謝朋瑞。父謝君禮。